# September 2011
Dit artikel geeft een chronologisch overzicht van belangrijke gebeurtenissen per dag in de maand september van het jaar 2011.

## Gebeurtenissen

### 1 september
- WikiLeaks beschuldigt de Britse krant The Guardian ervan in februari een geheime sleutel te hebben gepubliceerd, waardoor ruim 250 duizend Amerikaanse versleutelde cables ontcijferbaar zouden zijn.

### 2 september
- Het Nederlands voetbalelftal wint een interlandwedstrijd tegen San Marino met 11-0. Deze overwinning is een record voor het Nederlands elftal, nog nooit won Nederland met een dergelijk verschil.

### 3 september
- Een voormalig medewerker van het tehuis Sint Joseph in Heel meldt dat, volgens een broeder die er destijds werkte, in de jaren 50 zeker twintig kinderen zouden zijn omgebracht. Eventuele misstanden in het tehuis worden al onderzocht door het Openbaar Ministerie sinds de commissie-Deetman op een opmerkelijk hoog sterftecijfer was gestuit.

### 5 september
- De Vlaamse Monumentenprijs gaat dit jaar naar de restauratie van de Bijloke in Gent.

### 7 september
- De Universiteit van Tilburg stelt Diederik Stapel, hoogleraar sociale psychologie, op non-actief vanwege vervalst onderzoek op basis van gefingeerde data.
- Bij een vliegtuigongeval met Jak-Service-vlucht 9633 komt bijna het voltallige Russische ijshockeyteam Lokomotiv Jaroslavl om het leven. Van de 45 inzittenden overleven slechts twee personen de crash.

### 8 september
- Een aardbeving met een kracht van 4,5 op de schaal van Richter wordt in een groot deel van Nederland gevoeld. Het epicentrum ligt in het Duitse Xanten.

### 9 september
- Wereldkampioenschap rugby 2011 in Nieuw-Zeeland (tot 23 oktober).
- De Duitse bankier Jürgen Stark, sinds 2006 lid van de directie van de Europese Centrale Bank, treedt om persoonlijke redenen onverwacht af.

### 13 september
- Yves Leterme (CD&V), premier in de Belgische ontslagnemende regering, kondigt aan de politiek te verlaten en wordt uiterlijk volgend jaar adjunct-secretaris-generaal van de OESO.

### 14 september
- Belgisch formateur Elio Di Rupo slaagt erin tussen de formerende partijen een overeenkomst te bereiken over de splitsing van de kieskring Brussel-Halle-Vilvoorde. In zes faciliteitengemeenten in de Brusselse Rand zal er nog voor Franstalige lijsten gestemd kunnen worden en de senaat wordt niet meer rechtstreeks gekozen. (Lees verder)

### 16 september
- Tijdens de National Championship Air Races in Reno (Nevada) stort een P-51 Mustang neer. De piloot en tien toeschouwers komen om en er vallen tientallen gewonden.

### 17 september
- Begin van Occupybeweging met Occupy Wall Street.

### 18 september
- In Jemen komen demonstranten die het aftreden van president Ali Abdullah Saleh eisen om het leven bij beschietingen door eenheden van het leger.

### 19 september
- Tuvalu erkent de onafhankelijkheid van Abchazië.

### 23 september
- Onderzoekers van het Europese onderzoeksinstituut CERN hebben ontdekt dat hoog-energetische muon-neutrino's zich een fractie sneller zouden voortbewegen dan de lichtsnelheid. Als de resultaten uit het onderzoek zouden worden bevestigd dan moet de relativiteitstheorie van Albert Einstein tegen het licht worden gehouden. Volgens deze theorie kan geen enkel deeltje zich sneller voortbewegen dan met de lichtsnelheid.

### 25 september
- In Saoedi-Arabië wordt per 2015 het actief en passief vrouwenkiesrecht ingevoerd voor het verkiesbare deel van de gemeenteraden en de adviesgevende raad.

### 27 september
- De Filipijnen worden getroffen door tyfoon Nesat. Tientallen mensen komen om en water uit de Baai van Manilla zet Roxas Boulevard en delen van Tondo onder water.

## Overleden
<< · januari · februari · maart · april · mei · juni · juli · augustus · september · oktober · november · december · >>